# Алексеј Јавленски
Алексеј фон Јавленски (рус. Алексей Георгиевич Явленский, Торшок, 25. март 1864. или 1865 —  Висбаден, 15. март 1941) био је руски сликар. 
Јавленски је био један од предводника покрета експресионизма. Био је активан у Немачкој од 1896. где се придружио Новом уметничком удружењу у Минхену (Neue Künstlervereinigung München) и касније групи Плави јахач (Der Blaue Reiter).

## Биографија
Јавленски је рођен као пето дете Георгија Никифоровича Јавленског и Александре Петрове Медведеве. Са шеснаест година је живео je са породицом у Москви са циљем да постане војни официр. У исто време је открио је љубав према сликарству и на светској изложби 1880. први пут се сусрео са модерном уметношћу. Почео је као аутодидакта и своје сликарске и цртачке способности развијао је редовним посетама Третјаковској галерији.
Као официр у руској гарди у почетку у рангу штапског капетана премештен је у Санкт Петербург. Затим је постао ученик Иље Рјепина на петербуршкој академији уметности коју је посећивао од 1889. – 1896. Године 1896./97. оставља војничко звање и посвећује се сликарству. Убро упознаје Маријану фон Верефкин богату сликарку која је била ученица Иље Рјепина. Године 1894. Маријана и Алексеј се селе у Минхен. У сликарској школи Антона Ажбеа упознаће Василија Кандинског.
Године 1902. добио је сина који је касније такође постао сликар. У Минхену је имао прилику да упозна дело Ван Гога и Сезана, а 1903. је срео Матиса и упознао се са умјетношћу фовиста. После реализма у прво време у Минхену је почео да слика у стилу Ван Гога. Затим је био под утицајем фовиста све до избијања Првог светског рата. У ово време, било да је сликао пејзаже, мртве природе, или фигуре, користио је светле боје на једностваним облицима често оивичене плавом линијом.
Заједно са Василиј Кандинским, Адолфом Ербслохом, Габријелом Минтер, Маријаном вон Верефкин основао је 1909. „Ново уметничко удружење Минхен” које је претходило каснијем „Плавом јахачу” који су основали Василиј Кандински и Франц Марк и којем је Јавленски врло брзо приступио.
Године 1913. утицај кубизма је учинио да Јавленски пригуши боје своје палете и више истакне геометријске аспекте облика на слици. После напуштања Немачке 1914. године због рата, настанио се у Швајцарској. У ово време је радио на серији „варијација пејзажа”, где је тежио да постигне равнотежу обојених маса. Затим, од 1918. ради прву серију лица засновану на најелементарнијој схеми: двије хоризонтале или двије криве за очи, вертикала за нос, хоризонтала понекад у комбинацији са луком за уста и елипса за јагодице. Ова схематизација је постала још строжа након 1921. године када се настанио у Весбадену. Слике из ове серије су се једино разликовале по боји, одређујући њихово значење и правдајући њихове различите наслове: Хомер, Лед, Арапска легенда, Месечина, итд.
Око 1934. стил Јавленског је доживео нови преображај, поставши слободнији, сажетији и мање геометријски. Лица која је сада сликао су непосредније експресивна у односу на ранија, мада још удаљенија од стварне појаве. Ову серију је Јавленски назвао „Медитације”. У ствари њихов ефекат је да подстичу на медитацију.
Заједно са Василијем Кандинским, Паулом Клеом и Лајонелом Фајнингером основао је групу „Плаве четворице” која је излагала у Немачкој и САД. Нацисти су 1937. године прпгласили 72 његова дела за „дегенерисану уметност”. Та дела су постхумно излагана 1955. године на Документи у Каселу.
Године 1934. нацистичке власти су му одузеле немачко држављанство. Умро је 1941. године у Висбадену и сахрањен је на рускоправославном гробљу у Висбадену. Посмртни говор је одржао његов дугогодишњи пријатељ Адолф Ербслох.

## Галерија
- Шоко са црвеним шеширом, 1909
- Портрет Александра Сахарова, 1909
- Шоко са шеширом широког обода, 1910
- Лила турбан, 1911
- Глава младића, 1911
- Аутопортрет, 1912
- Глава у плавом, 1912
- Смеђе локнице, 1913
- Варијације, 1916
- Глава спаситеља: Мученик, 1919
- Запрепашћење, 1919
- Медуза, 1923